# غملول قيقبي
الغملول القيقبي (باللاتينية: Acantholimon acerosum) نوع نباتي يتبع جنس الغملول من الفصيلة الرصاصية.

## الموئل والانتشار
موطنه بلاد الشام وتركيا وأرمينيا.